# Риджкрест (Флорида)
Риджкрест (англ. Ridgecrest) — статистически обособленная местность, расположенная в округе Пинеллас (штат Флорида, США) с населением в 2453 человека по статистическим данным переписи 2000 года.

## География
По данным Бюро переписи населения США статистически обособленная местность Риджкрест имеет общую площадь в 1,55 квадратных километров, водных ресурсов в черте населённого пункта не имеется.
Статистически обособленная местность Риджкрест расположена на высоте 17 м над уровнем моря.

## Демография
По данным переписи населения 2000 года в Риджкрестe проживало 2453 человека, 623 семьи, насчитывалось 781 домашнее хозяйство и 862 жилых дома. Средняя плотность населения составляла около 1582,58 человека на один квадратный километр. Расовый состав населённого пункта распределился следующим образом: 16,23 % белых, 80,64 % — чёрных или афроамериканцев, 0,08 % — коренных американцев, 0,16 % — азиатов, 1,92 % — представителей смешанных рас, 0,98 % — других народностей. Испаноговорящие составили 3,18 % от всех жителей статистически обособленной местности.
Из 781 домашних хозяйств в 39,4 % воспитывали детей в возрасте до 18 лет, 32,5 % представляли собой совместно проживающие супружеские пары, в 41,6 % семей женщины проживали без мужей, 20,2 % не имели семей. 15,7 % от общего числа семей на момент переписи жили самостоятельно, при этом 6,9 % составили одинокие пожилые люди в возрасте 65 лет и старше. Средний размер домашнего хозяйства составил 3,13 человек, а средний размер семьи — 3,51 человек.
Население статистически обособленной местности по возрастному диапазону по данным переписи 2000 года распределилось следующим образом: 36,9 % — жители младше 18 лет, 8,8 % — между 18 и 24 годами, 24,8 % — от 25 до 44 лет, 20,3 % — от 45 до 64 лет и 9,2 % — в возрасте 65 лет и старше. Средний возраст жителей составил 29 лет. На каждые 100 женщин в Риджкрестe приходилось 80,9 мужчин, при этом на каждые сто женщин 18 лет и старше приходилось 69,4 мужчин также старше 18 лет.
Средний доход на одно домашнее хозяйство статистически обособленной местности составил 32 535 долларов США, а средний доход на одну семью — 26 591 доллар. При этом мужчины имели средний доход в 26 850 долларов США в год против 20 664 доллара среднегодового дохода у женщин. Доход на душу населения статистически обособленной местности составил 32 535 долларов в год. 20,1 % от всего числа семей в населённом пункте и 22,7 % от всей численности населения находилось на момент переписи населения за чертой бедности, при этом 35,4 % из них были моложе 18 лет и 11,0 % — в возрасте 65 лет и старше.